# Az Alsógatyás kapitány fergeteges kalandjai epizódjainak listája
Ez a lista a Alsógatyás kapitány fergeteges kalandjai című animációs sorozat epizódjait tartalmazza.

## Évados áttekintés
| Évad | Évad | Epizódok | Eredeti sugárzás | Eredeti sugárzás | Magyar sugárzás | Magyar sugárzás |
| Évad | Évad | Epizódok | Évadpremier      | Évadfinálé       | Évadpremier     | Évadfinálé      |
| ---- | ---- | -------- | ---------------- | ---------------- | --------------- | --------------- |
|      | 1    | 13       | 2018. június 29. | 2018. június 29. | TBA             | TBA             |
|      | 2    | 13       | 2019. május 10.  | 2019. május 10.  | TBA             | TBA             |
|      | 3    | 13       | 2019. május 10.  | 2019. május 10.  | TBA             | TBA             |

## Epizódok

### 1. évad (2018)
| #   | #   | Eredeti cím                                               | Magyar cím | Eredeti premier  | Magyar premier |
| --- | --- | --------------------------------------------------------- | ---------- | ---------------- | -------------- |
| 1.  | 1.  | The Frenzied Farts of Flabby Flabulous                    |            | 2018. július 18. |                |
| 2.  | 2.  | The Dreadful Debacle of DJ Drowsy Drawers                 |            | 2018. július 18. |                |
| 3.  | 3.  | The Horrible Hostilities of the Homework Hydra            |            | 2018. július 18. |                |
| 4.  | 4.  | The Vexing Villainy of the Vile Vimpire                   |            | 2018. július 18. |                |
| 5.  | 5.  | The Terrifying Perilous Misfortune of the T.P. Mummy      |            | 2018. július 18. |                |
| 6.  | 6.  | The Squishy Predicament of Stanley Peet's Stinky Pits     |            | 2018. július 18. |                |
| 7.  | 7.  | The Costly Conundrum of the Calamitous Claylossus         |            | 2018. július 18. |                |
| 8.  | 8.  | The Jarring Jerkiness of Judge J.O.R.T.S                  |            | 2018. július 18. |                |
| 9.  | 9.  | The Strange Strife of the Smelly Socktopus                |            | 2018. július 18. |                |
| 10. | 10. | The Flustering Mindless Woe of the Flushable Memory Wipes |            | 2018. július 18. |                |
| 11. | 11. | The Soggy Salvation of the Swirling Sweatnami             |            | 2018. július 18. |                |
| 12. | 12. | The Sickening Fumes of Smartsy Fartsy                     |            | 2018. július 18. |                |
| 13. | 13. | The Troublesome Treachery of the Thieving Toot Fairy      |            | 2018. július 18. |                |

### 2. évad (2018)
| #   | #   | Eredeti cím                                                | Magyar cím | Eredeti premier  | Magyar premier |
| --- | --- | ---------------------------------------------------------- | ---------- | ---------------- | -------------- |
| 14. | 1.  | The Tenuous Takedown of the Tyrannical Teachertrons        |            | 2019. február 8. |                |
| 15. | 2.  | The Frantic Fury of the Fearsome Furculees                 |            | 2019. február 8. |                |
| 16. | 3.  | The Harmful Horrors of the Harrowing Hiveschool            |            | 2019. február 8. |                |
| 17. | 4.  | The Preposterous Pulverizing of the Pestering Poopacabra   |            | 2019. február 8. |                |
| 18. | 5.  | The Dastardly Deed of the Devious Diddlysaurus             |            | 2019. február 8. |                |
| 19. | 6.  | The Shadowy Syndrome of the Sinister Splotch               |            | 2019. február 8. |                |
| 20. | 7.  | The Bizarre Blitzkrieg of the Bothersome Butt-erflies      |            | 2019. február 8. |                |
| 21. | 8.  | The Problematic Pandemonium of the Punishing Plungerina    |            | 2019. február 8. |                |
| 22. | 9.  | The Bombastic Blathering of Brainy Blabulous               |            | 2019. február 8. |                |
| 23. | 10. | The Crazy Caustic Spray of the Contagious Cruelius Sneezer |            | 2019. február 8. |                |
| 24. | 11. | The Trashy Tale of the Tumultuous Tubbadump                |            | 2019. február 8. |                |
| 25. | 12. | The Taxing Trauma of the Treacherous Tattle Trials Part 1  |            | 2019. február 8. |                |
| 26. | 13. | The Taxing Trauma of the Treacherous Tattle Trials Part 2  |            | 2019. február 8. |                |

### 3. évad (2019)
| #   | #   | Eredeti cím                                                  | Magyar cím | Eredeti premier  | Magyar premier |
| --- | --- | ------------------------------------------------------------ | ---------- | ---------------- | -------------- |
| 27. | 1.  | The Worrisome Wedge of the Water Warmongers                  |            | 2019. július 19. |                |
| 28. | 2.  | The Angry Abnormal Atrocities of the Astute Animal Agressors |            | 2019. július 19. |                |
| 29. | 3.  | The Abysmal Altercation of the Abominable Altitooth          |            | 2019. július 19. |                |
| 30. | 4.  | The Bizarre Bout of the Beastly Barfilisk                    |            | 2019. július 19. |                |
| 31. | 5.  | The Monstrous Mayhem of the Massive Melviathan               |            | 2019. július 19. |                |
| 32. | 6.  | The Savage Spite of the Slimy Salamangler                    |            | 2019. július 19. |                |
| 33. | 7.  | The Cunning Combat of the Covert Camoflush                   |            | 2019. július 19. |                |
| 34. | 8.  | The Bad Beat of the Blah Borelock                            |            | 2019. július 19. |                |
| 35. | 9.  | The Ghastly Danger of the Ghost Dentist                      |            | 2019. július 19. |                |
| 36. | 10. | The Confounding Concoction of the Crooked Combotato          |            | 2019. július 19. |                |
| 37. | 11. | The Ludicrous Lunacy of the Loopy Laserlightmare             |            | 2019. július 19. |                |
| 38. | 12. | The Shocking Showdown of the Staggering Sugamechanger        |            | 2019. július 19. |                |
| 39. | 13. | The Polarizing Plight of the Pitiless Poopetrators           |            | 2019. július 19. |                |